# Lee Ha-na
Lee Ha-na (이하나?, I HanaLR; 23 settembre 1982) è un'attrice sudcoreana.
Figlia del compositore Lee Dae-heon, noto collaboratore di Kim Kwang-seok, ha esordito come attrice nel 2006 nella serie televisiva Yeon-ae sidae e ottenuto la sua prima parte da protagonista un anno dopo in Meri-Daegu gongbangjeon. Si è fatta inizialmente conoscere con personaggi allegri e spensierati, cambiando registro con il melodramma del 2008 Tae-yang-ui yeoja, per il quale ha ricevuto un Premio all'eccellenza ai KBS Drama Award. Dal 2017 al 2021 ha recitato da protagonista nelle quattro stagioni della serie televisiva poliziesca Voice.

## Filmografia

### Cinema
- Sikgaek (식객?), regia di Jeon Yoon-soo (2007)
- Fair Love (페어 러브?), regia di Shin Yeon-sik (2010)
- R2B: Return to Base (R2B: 리턴투베이스?), regia di Kim Dong-won (2012)
- Teukjong: Ryangchensar-in-gi (특종: 량첸살인기?), regia di No Deok (2015)

### Televisione
- Yeon-ae sidae (연애시대?) – serie TV (2006)
- Kkotpineun bom-i omyeon (꽃피는 봄이 오면?) – serie TV (2007)
- Meri-Daegu gongbangjeon (메리대구 공방전?) – serie TV (2007)
- Tae-yang-ui yeoja (태양의 여자?) – serie TV (2008)
- Triple (트리플?) – serie TV (2009)
- Gogyocheose-wang (고교처세왕?) – serie TV (2014)
- Chakhaji anh-eun yeojadeul (착하지 않은 여자들?) – serie TV (2015)
- Oh My Ghost (오 나의 귀신님?) – serie TV, episodio 1 (2015)
- Voice (보이스?) – serie TV (2017-2021)
- Mistress (미스트리스?) – serie TV, episodio 12 (2018)
- Ban-ui ban (반의 반?) – serie TV (2020)
- Samnammaega yonggamhage (삼남매가 용감하게?) – serie TV (2022)